# Flor sem Tempo
Flor sem Tempo é uma telenovela portuguesa produzida pela SP Televisão que foi exibida pela SIC de 30 de janeiro de 2023 a 29 de março de 2024, substituindo Por Ti e sendo substituída por Senhora do Mar. É a "33.ª novela" do canal.
Escrita por Inês Gomes, tem a colaboração de Cândida Ribeiro, Rita Roberto, Ana Casaca, Ana Vasques, José Pinto Carneiro e Manuel Carneiro como guionistas, a direção de Jorge Queiroga, a direção de elenco de Rui M. Silva, a direção de produção de Bruno Oliveira e a realização de Bruno M. Oliveira, Jorge Queiroga, Ricardo Inácio e Tiago Marques.
Conta com as atuações de Bárbara Branco, Francisco Froes, Albano Jerónimo, Maria João Bastos, Joana Santos, Luís Esparteiro, Cristina Homem de Mello e José Wallenstein nos papéis principais.

## Sinopse
Catarina Valente, uma mulher que após cumprir uma pena de prisão, é libertada e decide ir ao encontro da sua mãe que desapareceu sem deixar rasto enquanto ela estava presa. Na procura pela mãe, apaixona-se perdidamente por Vasco, sem saber que ele pertence à poderosa família Torres, responsável pela misteriosa ausência de Leonor.
Os Torres são donos da quinta Chão da Serra – produtores de vinho – e também a familia mais poderosa de Vila Santa. O patriarca Fernando, nascido na vila, não esquece as origens humildes e tem ajudado praticamente toda a população da vila, empregando-os ou financiando organizações e clubes desportivos. É reconhecido como um homem justo e benemérito, bem diferente dos restantes herdeiros: os seus filhos e netos. Cada um dos herdeiros dos Torres ambiciona ser o seu sucessor, especialmente Caetana.
Ela é uma mulher muito ambiciosa que cresceu numa família de homens e, muito por causa disso, sempre sentiu a necessidade de se impor o dobro ao irmão e aos primos, mas principalmente ao avô Fernando, que sempre a preteriu a favor de Vasco. No passado, Caetana cometeu um erro quando estava na faculdade e engravidou de um colega – Bernardo Tourais. Na altura, congelou a matrícula durante um ano e casou com Bernardo, com quem viveu uma paixão avassaladora, mas ele acabou por ter de fugir de Portugal, acusado de tráfico de medicamentos na farmácia que geria com a mulher. Caetana é competente, mas muito ambiciosa e convencida de que é melhor gestora do que a família. Acredita que devia estar à frente das empresas e substituir o avô, que, na sua opinião, está ultrapassado. Fernando já percebeu que a neta tem ideias opostas às suas. Pode ser muito perigosa, portanto não a vê como sucessora, mas isso não irá travar Caetana, que está disposta a tudo para provar o seu valor.
No momento em que Fernando sente que precisa de preparar a sua sucessão, pede ao neto Vasco, que se encontrava a viajar pelo Mundo nos últimos tempos, para voltar a casa, uma vez que é o único herdeiro em que o patriarca confia, pois apenas ele se mantém longe das guerras familiares. Essa situação causa uma grande revolta em Caetana, que não vai olhar a meios para conseguir se tornar na sucessora de Fernando. No regresso de Vasco, ele cruza-se com Catarina, a filha da empregada desaparecida da quinta dos Torres.
Leonor era cozinheira dos Torres e teve um caso com Eduardo, acreditando que o amante ia deixar a mulher para ficar com ela, já que estava cansada de sustentar e cuidar de Jorge, que mais parece um miúdo do que um adulto. Eduardo foi dando esperanças a Leonor para manter a relação, mas sem nunca pensar em deixar Vitória, até porque em caso de divórcio ele acaba sem nada. Contudo, Vitória descobriu que o marido mantinha um caso com a empregada e despediu-a. Leonor não conseguiu justificar o despedimento ao marido, que queria ir confrontar os patrões dela, e acabou por admitir que tinha um caso com Eduardo. Jorge não aguentou o desgosto e embebedou-se. Os dois tiveram uma discussão e Jorge agrediu-a. “Apagou" devido ao álcool e só acordou no dia seguinte, para descobrir que a mulher tinha desaparecido. Não se lembra bem do que fez, mas está convencido de que matou Leonor. A Polícia descarta a hipótese de crime e alega que Leonor terá decidido abandonar o emprego e a família. Jorge decide calar-se, com medo, e o álcool passa a ser o seu refúgio e decide colocar as culpas nos Torres.
Para descobrir a verdade, Catarina muda-se para Vila Santa e infiltra-se na quinta da família para investigar, mas vai ser difícil ignorar que Vasco é da família que lhe "roubou" a mãe e ter que escolher o amor. Disposta a tudo, ela vai querer saber o que aconteceu à mãe, recorrendo, por vezes, a métodos fora da lei.
Uma família numerosa com vários segredos e conflitos, tanto de índole monetária como amorosa, que vão despertar paixões, ódios antigos e guerras em que todos se enfrentam e atraiçoam para ter mais poder. No meio disto, será o amor de Catarina e Vasco mais forte do que a verdade?

## Elenco

### Elenco principal
| Ator/Atriz              | Personagem         |
| ----------------------- | ------------------ |
| Bárbara Branco          | Catarina Valente   |
| Francisco Froes         | Vasco Vaz Torres   |
| Albano Jerónimo         | Jorge Valente      |
| Maria João Bastos       | Leonor Valente     |
| Joana Santos            | Caetana Vaz Torres |
| Luís Esparteiro         | Eduardo Vaz        |
| Cristina Homem de Mello | Vitória Torres     |
| José Wallenstein        | Luís Maria Soares  |

### Elenco regular
| Ator/Atriz         | Personagem                      |
| ------------------ | ------------------------------- |
| Marina Mota        | Julieta Formiga                 |
| Fernando Luís      | Teodoro Mosquito                |
| Luísa Cruz         | Cremilde Mosquito               |
| Rui Morisson       | Fernando Torres                 |
| Custódia Gallego   | Elisa Mosquito                  |
| João Lagarto       | Belmiro Fontes                  |
| Gonçalo Diniz      | António Formiga                 |
| Sandra Barata Belo | Rosa Santos                     |
| Jorge Corrula      | Ricardo Soares Torres           |
| Débora Monteiro    | Diana Sousa                     |
| Vítor Silva Costa  | David Sousa                     |
| Dânia Neto         | Mariana Campos                  |
| Diogo Amaral       | Sebastião Soares Torres         |
| Bruna Quintas      | Maria Miquelina «Mimi» Mosquito |
| Diogo Valsassina   | Jaime Fontes                    |
| Joana Aguiar       | Filipa Fontes                   |
| João Maneira       | António José «Tozé» Valente     |
| Bia Wong           | Cláudia Santos                  |
| Luís Ganito        | Gabriel Mosquito                |
| João Bettencourt   | Gonçalo Formiga                 |
| Mariana Cardoso    | Vera Valente                    |

### Elenco juvenil
| Ator/Atriz           | Personagem              |
| -------------------- | ----------------------- |
| Lara Chelinho        | Marta Valente           |
| Ricardo Mata Ribeiro | Salvador Tourais Torres |
| Francisco Valente    | Lourenço Tourais Torres |

### Participação especial
| Ator/Atriz          | Personagem       |
| ------------------- | ---------------- |
| Rita Blanco         | Natália Sousa    |
| Alexandra Lencastre | Madalena Torres  |
| Rita Ribeiro        | Graça Barata     |
| Joaquim Horta       | Bernardo Tourais |

### Elenco adicional
| Ator/Atriz                   | Personagem                         |
| ---------------------------- | ---------------------------------- |
| Ana Videira                  | Ama                                |
| André Albuquerque            | Oficial de Justiça                 |
| António Van Zeller           | Padre Inácio                       |
| Carla Madeira                | Roberta                            |
| Catarina Guerreiro           | Lídia Trancoso (assistente social) |
| Catarina Moreira Pires       | Médica Legista                     |
| Duarte Grilo                 | Bruno Botelho (jornalista)         |
| Emanuel Arada                | Nuno Vinagre                       |
| Francisco Sousa              | Nicolau Fernandes (guarda)         |
| Frederico Amaral             | Amadeus                            |
| Inês Lucas                   | Lurdes                             |
| Jaime Baeta                  | Juiz                               |
| Joana Picolo                 | Luísa                              |
| João Harrington Sena         | Dealer                             |
| João Silva                   | Fisioterapeuta                     |
| Luciano Gomes                | Henrique (médico)                  |
| Manuel Lourenço              | Antímio Ribeiro                    |
| Mariana de Almeida Fernandes | Mónica                             |
| Marlene Barreto              |                                    |
| Marta Caeiro                 |                                    |
| Melissa Loja                 | Tânia Leitão                       |
| Mia Galhardas                | Carla                              |
| Nelson Cabral                | Senhorio                           |
| Nicolas Brites               | Guarda Prisional                   |
| Nuno Teixeira                | Inspetor da Judiciária             |
| Paula Só                     | Efigénia                           |
| Pedro Diogo                  | Mário                              |
| Ricardo Viegas               | Messi                              |
| Richard Remédios             | Joaquim                            |
| Rui de Sá                    | Inspetor Varela                    |
| Rui Porto Nunes              | Rúben Peixoto                      |
| Sandra Rosado                |                                    |
| Sebastião Varaine            | Abel (gerente da mercearia)        |
| Tadeu Fastino                |                                    |
| Carlos Oliveira              | Viriato Madureira                  |
|                              | Célia                              |
| Rita Cruz                    | Lara Matias                        |
| António Melo                 | Isidro                             |

## Produção

### Desenvolvimento

Cartaz de divulgação da telenovela.

Daniel Oliveira, diretor de programação da SIC, confirmou que a telenovela da autoria de Inês Gomes havia tido a sua sinopse aprovada e já se encontrava em pré-produção, tratando-se da substituta de Por Ti. "Caminhos Cruzados" foi o título provisório escolhido devido à existência de uma empresa de vinhos com o mesmo nome que serviu de inspiração para a sua escolha, uma vez que grande parte da história principal se baseia numa empresa de vinhos. O título oficial recaiu sobre “Flor sem Tempo”, para retratar a busca incessante da protagonista pela mãe e as consequências do reencontro de ambas.
Os ensaios da telenovela começaram a 1 de novembro de 2022, tendo decorrido no dia 9 os testes de imagem. Os trabalhos da telenovela começaram ainda no mesmo mês, no dia 14, para uma parte do elenco da novela e para o restante elenco na semana seguinte, no dia 21, com gravações de interiores nos estúdios SP Televisão e de exteriores em Azeitão e nos arredores de Lisboa, como Cascais, que servem para dar vida à vila fictícia Vila Santa e Palmela no Hotel Casa Palmela, que serve para dar vida à mansão da família Torres e posteriormente em Gondomar, em maio de 2023. Albano Jerónimo terminou os trabalhos da telenovela a 6 de março de 2023, assim como Sandra Barata Belo terminou a 18 de maio e Maria João Bastos terminou a 16 de junho. O restante elenco terminou os trabalhos entre 6 e 10 de julho do mesmo ano. Fechou com 260 episódios de produção.

### Escolha do elenco
Bárbara Branco foi o primeiro nome coagitado para entrar na novela, uma vez que tinha acabado de ser contratada para uma série para a OPTO, estando prevista a entrada no elenco de uma das duas novelas da SIC que iriam começar as gravações em 2022, sendo oficialmente anunciada como a protagonista Catarina da segunda novela de 2022 a 6 de outubro de 2022, durante a emissão especial dedicada aos 30 anos da SIC. Francisco Froes, que esteve ausente da televisão desde o fim de Rebelde Way, foi confirmado que estaria de regresso às telenovelas para dar vida ao Vasco, formando par romântico principal da história juntamente com a personagem de Bárbara. A eles, juntaram-se Cristina Homem de Mello, Luís Esparteiro, Albano Jerónimo, Joana Santos, Maria João Bastos e ainda José Wallenstein, que regressa à SIC 17 anos depois.
Maria João Luís, após ser transferida do elenco de Sangue Oculto para o elenco da novela para que tivesse mais algum tempo de descanso após o seu último papel em televisão, estava dada como certa no elenco mas acabou por prolongar o seu descanso do pequeno ecrã e não entrou na novela, sendo substituída por Luísa Cruz. Cláudia Vieira, Carolina Loureiro, Ivo Lucas e Paula Lobo Antunes também estavam dados como certos na novela, porém por motivos desconhecidos abandonaram a trama, o que causou o desaparecimento da personagem de Cláudia na história e a substituição das personagens iniciais de Ivo e Paula que foram distribuidas a João Maneira e Sandra Barata Belo, ao contrário de Carolina que nunca teve uma personagem atribuída.
Com a saída de Marina Mota da TVI, foi confirmado o seu regresso à SIC juntamente com a presença da atriz no elenco da telenovela. Rita Ribeiro e João Lagarto também trocaram a TVI pela SIC para entrar na novela e, mais tarde, também Joaquim Horta para reforçar o elenco da novela. Custódia Gallego estaria dada como certa para se mudar para a TVI e se juntar ao elenco da próxima novela do canal, mas acabou por aceitar o convite de Daniel Oliveira de se manter na SIC e participar na novela. Rita Blanco, Alexandra Lencastre, Joana Aguiar, Dânia Neto, Vítor Silva Costa, Débora Monteiro, Diogo Amaral, Bruna Quintas, Diogo Valsassina, Luís Ganito, Fernando Luís, Jorge Corrula, Rui Morrison, Gonçalo Diniz, João Bettencourt, Mariana Cardoso e Bia Wong constituem o restante elenco, a par de Lara Chelinho, Ricardo Mata Ribeiro e Francisco Valente que constituem o elenco juvenil da novela.

## Exibição
Inicialmente programada para ser exibida na 2.ª faixa, Flor sem Tempo foi promovida para a 1.ª faixa aquando da sua estreia a 30 de janeiro de 2023, transferindo Sangue Oculto para a 2.ª faixa devido às suas baixas audiências e substituindo Por Ti. Devido às suas fracas audiências perante a concorrência, acabou por ser transferida para a sua faixa inicial a 20 de fevereiro do mesmo ano, regressando à 1.ª faixa a 15 de janeiro de 2024, devido à estreia da novela da TVI, Cacau, e também pelos maus resultados alcançados de Papel Principal. A campanha de ‘últimos episódios’ arrancou a 11 de fevereiro de 2024, terminando a 29 de março.

### Divulgação
A promoção arrancou a 24 de dezembro de 2022, sem qualquer menção ao título da novela, com foco na protagonista de Bárbara Branco. Num segundo teaser lançado a 4 de janeiro de 2023, que também é focado na protagonista de Bárbara, começou a ser mencionado o título da novela. Ainda durante o mês de janeiro, foram lançados novos teasers, com foco tanto na história principal como nos restantes núcleos de personagens.

### Tema de genérico
"Flor sem Tempo", canção interpretada por Paulo de Carvalho, foi anunciada como tema de genérico a 14 de janeiro de 2023, tratando-se de uma nova versão interpretada pela protagonista da novela Bárbara Branco e com o arranjo e direção de orquestra de Martim Sousa Tavares.

### Transmissão na OPTO
Na OPTO, a plataforma de streaming da SIC, a novela teve todos os seus episódios de exibição na SIC disponibilizados na plataforma, tendo em todos os seus episódios antestreias com um ou vários dias de antecedência à emissão dos episódios, à exceção do 1º episódio.

## Músicas
| Tema                       | Intérprete(s)           | Personagem tema    | Notas            |
| -------------------------- | ----------------------- | ------------------ | ---------------- |
| "Flor sem Tempo"           | Bárbara Branco          | —                  | Tema de genérico |
| "Minha Flor"               | Agir                    | Vasco e Catarina   | —                |
| "Guerra Nuclear"           | Marisa Liz              | Família Torres     | —                |
| "Mãe"                      | Mariza                  | Leonor             | —                |
| "Recomeço"                 | Marco Rodrigues e Aurea | —                  | —                |
| "Adeus Tristeza"           | Fernando Tordo          | —                  | —                |
| "Silêncio e Tanta Gente"   | Maria Guinot            | —                  | —                |
| "Esão Sempre Na Cusquisse" | D.N.A                   | Julieta e Cremilde | —                |
| "Passo a Passo"            | Nena                    | —                  | —                |
| "Morada"                   | Agir e Bárbara Tinoco   | António e Rosa     | —                |
| "Oiça Lá Ó Senhor Vinho"   | 7 Saias                 | —                  | —                |
| "Tanto Mar"                | António Zambujo         | —                  | —                |
| "Não Queiras Mais de Mim"  | Tiago Bettencourt       | —                  | —                |
| "O Teu Fado é Ser Feliz"   | Cuca Roseta             | —                  | —                |
| "Lua Cheia"                | Matilde Jacob           | —                  | —                |
| "Imperdoável"              | Jorge Palma             | —                  | —                |

## Prémios e indicações
| Ano  | Prémio                       | Categoria    | Por            | Resultado | Ref.   |
| ---- | ---------------------------- | ------------ | -------------- | --------- | ------ |
| 2023 | 27.ª gala dos Globos de Ouro | Melhor Atriz | Bárbara Branco | Indicado  | [ 59 ] |
| 2024 | 25th World Media Festivals   | Telenovela   | Flor sem Tempo | Venceu    | [ 60 ] |

## Audiências
"Flor Sem Tempo" estreou a 30 de janeiro de 2023 com 10.5 de rating e 21.4% de share, com cerca de 995.300 espectadores, na liderança, com um pico de 11.1 de audiência e 22.8% de share.
O segundo episódio de "Flor Sem Tempo" rendeu uma audiência média de 9.4 com um share correspondente de 20.2%. Com 890.200 espectadores, teve um pico de 10.7/21.5%.
No dia 29 de março de 2024, foi exibido o último episódio de “Flor Sem Tempo”. Com inicio pelas 23h33, conseguiu 4.9 de audiência média e 16.7% de share com 469.300 espectadores. O pico foi de 5.2 de rating com 503.100 espectadores e 19.3% de share. Sendo um dos piores resultados de uma final de uma telenovela da SIC, desde O Jogo em 2006.
| Média | Média     | Episódios transmitidos | Rating | Share | Ref.   |
| ----- | --------- | ---------------------- | ------ | ----- | ------ |
| 2023  | Janeiro   | 2 episódios            | 10.0   | 20.8% | [ 64 ] |
| 2023  | Fevereiro | 22 episódios           | 7.3    | 17.8% | [ 65 ] |
| 2023  | Março     | 23 episódios           | …      | …     | …      |
| 2023  | Abril     | 20 episódios           | …      | …     | …      |
| 2023  | Maio      | 23 episódios           | …      | …     | …      |
| 2023  | Junho     | 22 episódios           | …      | …     | …      |
| 2023  | Julho     | 21 episódios           | …      | …     | …      |
| 2023  | Agosto    | 23 episódios           | 5.9    | 16.7% | [ 66 ] |
| 2023  | Setembro  | 21 episódios           | …      | …     | …      |
| 2023  | Outubro   | 22 episódios           | …      | …     | …      |
| 2023  | Novembro  | 22 episódios           | …      | …     | …      |
| 2023  | Dezembro  | 18 episódios           | …      | …     | …      |
| 2024  | Janeiro   | 21 episódios           | …      | …     | …      |
| 2024  | Fevereiro | 21 episódios           | …      | …     | …      |
| 2024  | Março     | 19 episódios           | …      | …     | …      |
| Total | Total     | 300 episódios          | …      | …     | …      |